# Daniel Faalele
Daniel Faalele (geboren am 9. November 1999 in Melbourne) ist ein australischer American-Football-Spieler auf der Position des Offensive Tackles. Er spielte College Football für die University of Minnesota und wurde im NFL Draft 2022 in der vierten Runde von den Baltimore Ravens ausgewählt.

## College
Faalele wurde in Melbourne geboren und spielte in Australien Basketball und Rugby. Im Jahr 2015 wurde ein Scout der University of Hawaii auf ihn aufmerksam, woraufhin er ein Footballcamp der University of Michigan in Melbourne besuchte, bei dem vorrangig nach Kickern und Puntern gesucht wurde. Dadurch wurde Faalele von der in Florida ansässigen IMG Academy, einem der renommiertesten Highschool-Football-Programme der Vereinigten Staaten, entdeckt. Obwohl er nie American Football gespielt hatte, galt er aufgrund seiner Athletik als großes Talent. Faalele zog im August 2016 in die USA, um das Angebot der IMG Academy wahrzunehmen. Dort kam er in der Saison 2017 in der Offensive Line zum Einsatz und erhielt zahlreiche Stipendienangebote von College-Football-Programmen.
Ab 2018 ging Faalele auf die University of Minnesota, um College Football für die Minnesota Golden Gophers zu spielen. Zunächst sollte er dort als Redshirt das Spiel genauer erlernen, wegen schwacher Leistungen der Offensive Line kam er jedoch bereits als Freshman zum Einsatz und wurde Stammspieler auf der Position des Right Tackles. In der Saison 2019 verpasste Faalele zwei Partien verletzungsbedingt und bestritt elf Spiele als Starter. Wegen der COVID-19-Pandemie entschied er sich dazu, in der Saison 2020 nicht zu spielen. In der Saison 2021 war Faalele erneut Stammspieler und wurde in das All-Star-Team der Big Ten Conference gewählt. In seinem letzten Spiel am College erzielte er mit einem 2-Yards-Lauf gegen die West Virginia Mountaineers einen Touchdown. Insgesamt bestritt Faalele als Right Tackle 34 Spiele für die Golden Gophers, davon 31 als Starter.

## NFL
Faalele wurde im NFL Draft 2022 in der vierten Runde an 110. Stelle von den Baltimore Ravens ausgewählt. Mit einem Gewicht von 174 Kilogramm wurde Faalele zu einem der schwersten NFL-Spieler aller Zeiten. Als Rookie war Faalele vorwiegend Ersatzspieler, am vierten Spieltag war er vertretungsweise Starter auf der Position des Left Tackles. In seinem zweiten NFL-Jahr fungierte er ebenfalls vorwiegend als Ersatz. In den letzten vier Spielen der Regular Season teilte Faalele sich Spielzeit auf der Position der Right Tackles mit Morgan Moses.
Trotz der aufkommenden Kritik hielten die Baltimore Ravens weiter an Faalele fest, der schließlich in der Saison 2024 in allen 17 Partien als Starter auflief; seine Leistungen wurden durch die Nominierung als Ersatzspieler für den Pro Bowl honoriert.